# HD 93250
HD 93250是一顆藍色的O型巨星，位於船底座星雲中，質量是太陽的118倍，年齡只有約40000年。它是船底座星雲內的光譜O型恆星中最強的X射線源。

## 外部連結
- http://jumk.de/astronomie/big-stars/hd-93250.shtml（页面存档备份，存于）
- http://simbad.u-strasbg.fr/simbad/sim-id?Ident=HD+93250&NbIdent=1&Radius=2&Radius.unit=arcmin&submit=submit+id（页面存档备份，存于）